# Ionuț Irimia
Ionuț Irimia (n. 17 mai 1979, Bârlad, România) este un jucător român de fotbal retras din activitate.